# 横尾和則
横尾 和則（よこお かずのり）は、日本の俳優。主にウルトラシリーズのスーツアクターとして活動。

## 人物
1994年『ウルトラセブン 太陽エネルギー作戦』のエレキング役で本格的に映像作品への出演を開始するが、負傷して途中降板となった。
1999年『ブースカ! ブースカ!!』のブースカを演じる。横尾によれば、過去に円谷プロダクションのCMでブースカを演じていた流れで決まったとされる。同作品においてはブースカの声を担当した高戸靖広が撮影現場に来ていたことから、彼の声をインカムで聞きながらそれに合わせて横尾が演技をするという手法が取られた。
『ウルトラマンコスモス』以降のウルトラシリーズでは、怪獣役を主に担当している。

## 出演履歴

### テレビ
- 私が愛したウルトラセブン
- 電光超人グリッドマン（ピエロ）
- ウルトラセブン 太陽エネルギー作戦（エレキング[2]）
- ウルトラセブン 地球星人の大地（メトロン星人[2]）
- ムーンスパイラル
- ブースカ! ブースカ!!（ブースカ）
- ウルトラマンコスモス（怪獣[注釈 1]）
- ウルトラQ dark fantasy（ガラゴン[4]、サビコング[4]）
- ウルトラマンネクサス（スペースビースト[注釈 2]）
- ウルトラマンマックス（怪獣[注釈 3]）
- 生物彗星WoO（アイ吉）
- ウルトラマンメビウス（怪獣[注釈 4]）
- ウルトラギャラクシー大怪獣バトル（ゴモラ[6]、グロマイト）
- ウルトラギャラクシー大怪獣バトル NEVER ENDING ODYSSEY（ゴモラ）
- ウルトラゾーン（サドラ、ベムスター、グドン）
- ウルトラマンギンガ
- ウルトラマンX（テレスドン、ベムスター、ブラックキング、キングゲスラ、EXゴモラ）
- ウルトラマンオーブ（マガパンドン、アリブンタ、ホー、ケルビム、ブラックキング、ベムラー（強化） ほか）

- ウルトラマンジード（エレキング、アーストロン、サンダーキラー、ギエロン星獣、グビラ ほか）
- 帰ってきたアイゼンボーグ（恐竜帝王ウルル）
- ウルトラマンR/B（ブラックキング、ベゼルブ、グビラ、ブースカ、ゴモラ）
- ウルトラマンZ（カネゴン）

### 映画
- ウルトラマンコスモスVSウルトラマンジャスティス THE FINAL BATTLE（グローカーボーン）
- 新世紀2003ウルトラマン伝説 THE KING'S JUBILEE（ベンゼン星人）
- ULTRAMAN
- 大決戦!超ウルトラ8兄弟（キングゲスラ[7]）
- デスカッパ（デスカッパ）
- ウルトラマンサーガ
- ラブ&ピース
- 劇場版 ウルトラマンジード つなぐぜ! 願い!! - グクルシーサー[8]
- 劇場版 ウルトラマンR/B セレクト 絆のクリスタル - ガンQ

### オリジナルビデオ
- ウルトラセブン誕生30周年記念3部作（ヴァリエル星人[2]、ガッツ星人[2]）
- ウルトラセブン1999最終章6部作（ヴァルキューレ星人[2]、レモジョ星系人、ボラジョ[2]、ミクラス[9]）
- ウルトラマンネオス（アーナガルゲ[10]、ノゼラ[10]、シルドバン[10]、ザム星人[10]、ロックイーター[10]、ラフレシオン[10]、キングダイナス[10]、グラール[10]）
- ウルトラマンダイナ 帰ってきたハネジロー
- ウルトラセブン誕生35周年“EVOLUTION”5部作（ネオパンドン、ガイモス）
- ウルトラ銀河伝説外伝 ウルトラマンゼロVSダークロプスゼロ（ゴモラ）
- ウルトラマンゼロ外伝 キラー ザ ビートスター

### ゲーム
- ウルトラマン Fighting Evolution アクション
- ウルトラマン Fighting Evolution 2 アクションアドバイザー、モーションアクター
- ウルトラマン Fighting Evolution 3 モーションアクター
- ウルトラマン Fighting Evolution Rebirth アクションアドバイザー
- ラストレムナント アクションアクター

### その他
- ウルトラファイトVR「親子タッグ！激闘の荒野に花束を」（ガッツ星人）